# Alchemilla fischeri
Espèce
Alchemilla fischeri est une espèce de plantes de la famille des Rosaceae et du genre Alchemilla.
La sous-espèce Alchemilla fischeri Engl. subsp. camerunensis Letouzey est endémique du Cameroun. Elle a été récoltée en 1967 par René Letouzey, au mont Oku, dans la région du Nord-Ouest, à une altitude de près de 3 000 m.

## Liste des sous-espèces
Selon Catalogue of Life (28 septembre 2017) :
- sous-espèce Alchemilla fischeri subsp. camerunensis
- sous-espèce Alchemilla fischeri subsp. fischeri

Selon NCBI (28 septembre 2017) :
- sous-espèce Alchemilla fischeri subsp. camerunensis

Selon Tropicos (28 septembre 2017) (Attention liste brute contenant possiblement des synonymes) :
- sous-espèce Alchemilla fischeri subsp. camerunensis Letouzey
- sous-espèce Alchemilla fischeri subsp. fischeri Engl.